# ГЕС Салту-Сантьягу
ГЕС Салту-Сантьягу (порт. Usina Hidrelétrica de Salto Santiago) — гідроелектростанція на південному сході Бразилії у штаті Парана. Знаходячись між ГЕС Ney Aminthas de Barros Braga (вище за течією) та ГЕС Салту-Озоріу, входить до складу каскаду на річці Ігуасу, яка впадає зліва в другу за довжиною річку Південної Америки Парану.
У межах проєкту річку перекрили кам'яно-накидною греблею висотою 80 метрів та довжиною 1400 метрів, яка утримує водосховище з площею поверхні 208 км2 та корисним об'ємом 4094 млн м3.
Зі сховища починається короткий — 0,4 км — підвідний канал, який подає ресурс до шести напірних водоводів діаметром по 7,6 метра, два з яких запроєктували під майбутнє розширення. В 1980—1982 роках зал обладнали чотирма турбінами типу Френсіс номінальною потужністю по 338 МВт (загальна потужність 1332 МВт з можливістю збільшення до 1420 МВт), що при напорі в 106 метрів повинні забезпечувати виробіток приблизно 6,3 млрд кВт·год електроенергії на рік. Відпрацьована вода повертається в річку по відвідному каналу довжиною 0,3 км.